# Margaret Stones
Pour les articles homonymes, voir Stones (homonymie).
Elsie Margaret Stones, née le 28 août 1920 à Colac, État de Victoria et morte le 26 décembre 2018 à Richmond, État de Victoria, est une botaniste et illustratrice botanique australienne. 

## Biographie
Margaret Stones fait ses études universitaires de 1936 à 1938, à la Swinburne University of Technology (en), où elle bénéficie d'une bourse d'études. Elle poursuit sa formation en prenant des cours du soir à l'école d'art de la National Gallery of Victoria en 1940-1941. Durant la Seconde Guerre mondiale, elle se forme comme infirmière et travaille à l'hôpital d'Epworth, à Richmond, dans la banlieue de Melbourne. 
En 1952, elle s'installe en Angleterre et travaille de façon indépendante pour les jardins botaniques royaux de Kew et diverses institutions botaniques. Elle travaille notamment comme principale artiste contributrice au Curtis's Botanical Magazine. Entre 1958 et 1983, elle a réalisé plus de 400 dessins à l'aquarelle pour le magazine.
En 1957, elle réalise une série de motifs floraux pour des timbres-poste australiens.
Margaret Stones a travaillé en étroite collaboration avec Winifred Mary Curtis entre 1967 et 1978 en fournissant les illustrations pour l'ouvrage The Endemic flora of Tasmania.
Deux genres portent son nom, Stonesia et Stonesiella.
Elle meurt à Richmond, dans la banlieue de Melbourne, en 2018.

## Distinctions
- Médaille commémorative Veitch (argent), Royal Horticultural Society
- 1977 : membre de l'ordre de l'Empire britannique (MBE)[5]
- 1986 : 
  - Docteur honoris causa de l'université d'État de Louisiane
  - Médaille commémorative Veitch (or),
- 1987 : Eloise Payne Luquer Medal, Garden Club of America (en) pour son travail de botaniste
- 1988 : membre de l'ordre d'Australie[5]
- 1989 : docteur honoris causa de l'université de Melbourne
- 2000 : médaille internationale de Kew Gardens[6]